# Lars Jacobsen
Pour les articles homonymes, voir Jacobsen.
Pour l’article ayant un titre homophone, voir Lars Jakobsen.
Lars Christian Jacobsen est un footballeur danois né le 20 septembre 1979 à Odense.

## Carrière

### Les débuts à Odense
Né et élevé à Odense, Jacobsen a commencé sa carrière avec l'équipe locale d'OB. Il a toujours fait partie des plus gros talents de sa génération, participant à pas moins de 58 matchs en sélections nationales de jeunes et en remportant le titre de meilleur danois de moins de 19 ans en 1997. Il a fait ses débuts en équipe première pour OB lors de la saison 1996-1997 en SAS Ligaen.
Il perce la saison suivante en jouant ses 15 premiers matchs malgré la relégation du club en NordicBet Ligaen. Il a contribué à la promotion du club la saison suivante. Son résultat le plus remarquable à l'OB est venu en 2002 lorsqu'il remporte la coupe du Danemark. OB a gagné 2-0 contre le champion sortant de SAS Ligaen, le FC Copenhague, et Jacobsen a été élu Homme du match.

### Le départ en Allemagne, à Hambourg
Après ce triomphe en coupe, il est transféré à Hambourg SV. Jacobsen a fait ses débuts pour le club en Bundesliga lors d'une défaite 2-1 à Wolfsburg. À Hambourg, Jacobsen fit 22 apparitions et marqua une fois, contre le Bayer Leverkusen lors d'une victoire 4-1 le 10 mai 2003. Lors du mercato hivernal 2003, il retourne au Danemark pour le compte du FC Copenhague.

### Le retour au pays, à Copenhague
Au FCK, Jacobsen porte le numéro deux et devient rapidement un membre essentiel du onze, en jouant dans diverses positions défensives. Lors de la saison 2005-2006, il participe activement à la saison du FCK qui s'achève avec le titre de champion de SAS Ligaen. Il est sélectionné par Morten Olsen, sélectionneur de l'équipe nationale danoise au printemps 2006 et obtient sa première sélection le 1er mars 2006 lors de la victoire 2 - 0 face à Israël en amical.
À la suite des bons parcours du FC Copenhague en C1, Jacobsen attire l’œil de nombreux clubs étrangers. Parmi eux Everton FC, le Paris SG et son ancien club, Hambourg SV. Cependant, en décembre 2006, Jacobsen se met d'accord avec le FCK pour rester au club jusqu'à la l'échéance de son contrat, aidant ainsi le club à remporter un nouveau titre de champion du Danemark.

### Une nouvelle tentative en Allemagne
Comme convenu, il quitte le club en fin de saison et signe un contrat d'une durée de 3 ans avec le club allemand du 1. FC Nuremberg. Le 12 août 2007 Jacobsen fait ses débuts pour le club lors d'une défaite contre Karlsruher SC 2-0. Son séjour en Allemagne fut très délicat avec une longue blessure et une relégation du club. Il ne joue qu'une seule fois dans la première moitié de la saison avant de retrouver les terrains vers la fin de la saison lors d'une victoire de 1-0 sur Wolfsburg le 20 avril 2008. Il a joué les cinq derniers matchs de la saison sur le côté droit de la défense, qui était l'une des zones vulnérables de l'équipe. Le club accepte sa demande de résilier son contrat au terme de la saison. Le club de l'Olympique de Marseille se montre très intéressé par son profil et Eric Gerets souhaite l'enrôler.

### Trois saisons en Premier League
En août 2008 Jacobsen signe gratuitement pour le club anglais d'Everton un contrat d'un an et reçoit le numéro 15. Après avoir raté une grande partie de sa première saison à cause d'une blessure à l'épaule, Jacobsen fait ses débuts en Premier League le 21 mars 2009, à l'extérieur, à Portsmouth. Il est titularisé pour la première fois lors d'une victoire 3-1 contre le club de West Ham le 16 mai 2009. Il participe à la finale de la FA Cup en remplaçant Tony Hibbert à la mi-temps, participant à atténuer la menace posée par Florent Malouda sur le flanc gauche. Avant le match, Jacobsen avait déclaré que jouer à Wembley serait un rêve: "Ce serait un rêve devenu réalité. Lorsque vous êtes petit, vous aimeriez jouer au Parken, mais de jouer à Wembley est encore plus grand."
Le 29 juin 2009, il est transféré aux Blackburn Rovers pour 2 saisons. Le 15 août 2009, Jacobsen fait ses débuts pour le club lors d'une défaite contre Manchester City 2-0. Lors de la saison 2009-2010, Jacobsen joue 15 matchs toutes compétitions confondues. À cause de son manque de temps de jeu face à la concurrence de Michel Salgado et Pascal Chimbonda, Jacobsen a déclaré qu'il souhaitait jouer davantage, sans quoi il ne serait pas sélectionné pour la Coupe du monde.
Il ne fait qu'une seule apparition la saison suivante au cours de la victoire en Coupe de la Ligue contre Norwich City, le 24 août 2010.
Le 31 août 2010, dernier jour du mercato estival, Jacobsen signe gratuitement pour West Ham United un contrat d'un an. L'affaire est conclue le 1er septembre, à 17 h 5 en raison de problèmes de paperasse entre les deux clubs. Il fait ses débuts à West Ham le 11 septembre lors d'une défaite à domicile 3-1 face à Chelsea à Upton Park. Après la relégation du club, Jacobsen est libéré de son contrat.
Après la résiliation de son contrat par West Ham, Jacobsen a été contacté par de nombreux clubs à travers l'Europe malgré son désir de retrouver l'élite danoise. Le 13 septembre 2011, le transfert de Jacobsen était presque établi à l'AS Saint-Étienne mais le 16 septembre, Jacobsen choisit finalement de rejoindre son ancien club du FC Copenhague à la place. Jacobsen fait ses débuts pour Copenhague lors une victoire de 2-0 contre Aalborg Boldspilklub. Le 11 mars 2014, il a annoncé qu'il allait quitter le FC Copenhague à la fin de la saison.

### Fin de carrière à Guingamp
Le 18 mai 2014, il signe à l'En Avant de Guingamp un contrat de 2 ans dont 1 avec option
Le 14 mai 2016, il met un terme à sa carrière, son dernier match étant contre l'OGC Nice.

### En sélection
En 1995, Jacobsen a fait ses débuts pour le Danemark en moins de 16 ans. Durant les années suivantes, il a représenté les différentes sélections nationales de jeunes : U-17 (11 matchs), U-19 (19 matchs, 1 but) et U-21 (26 matchs). Jacobsen n'a fait ses débuts en équipe senior qu'en 2006 lors de la belle victoire 2-0 contre Israël. Sous Morten Olsen, Jacobsen est devenu un membre régulier du onze danois. Lars Jacobsen fut convoqué par Morten Olsen pour participer à la Coupe du monde 2010. Les Danois ne parviennent toutefois pas à sortir de la phase de groupe lors de cette compétition.  Il disputera sa dernière compétition lors de l'Euro 2012 où les Vikings sortiront en phases de poules.

## Statistiques
| Saison                | Club                  | Championnat           | Championnat | Championnat | Coupe(s) nationale(s) | Coupe(s) nationale(s) | Compétition(s) continentale(s) | Compétition(s) continentale(s) | Compétition(s) continentale(s) | Trophée des champions | Trophée des champions | Danemark | Danemark | Total | Total |
| Saison                | Club                  | Division              | M.          | B.          | M.                    | B.                    | Comp.                          | M.                             | B.                             | M.                    | B.                    | M.       | B.       | M.    | B.    |
| 1996-1997             | OB Odense             | SAS Ligaen            | 5           | 0           | 0                     | 0                     | -                              | -                              | -                              | -                     | -                     | -        | -        | 5     | 0     |
| 1997-1998             | OB Odense             | SAS Ligaen            | 15          | 0           | 0                     | 0                     | -                              | -                              | -                              | -                     | -                     | -        | -        | 15    | 0     |
| 1998-1999             | OB Odense             | SAS Ligaen            | 0           | 0           | 0                     | 0                     | -                              | -                              | -                              | -                     | -                     | -        | -        | 0     | 0     |
| 1999-2000             | OB Odense             | SAS Ligaen            | 27          | 1           | 0                     | 0                     | -                              | -                              | -                              | -                     | -                     | -        | -        | 27    | 1     |
| 2000-2001             | OB Odense             | SAS Ligaen            | 32          | 0           | 0                     | 0                     | -                              | -                              | -                              | -                     | -                     | -        | -        | 32    | 0     |
| 2001-2002             | OB Odense             | SAS Ligaen            | 33          | 1           | 0                     | 0                     | -                              | -                              | -                              | -                     | -                     | -        | -        | 33    | 1     |
| Sous-total            | Sous-total            | Sous-total            | 112         | 2           | -                     | -                     | -                              | -                              | -                              | -                     | -                     | -        | -        | 112   | 2     |
| 2002-2003             | Hambourg SV           | Bundesliga            | 12          | 1           | 0                     | 0                     | -                              | -                              | -                              | -                     | -                     | -        | -        | 12    | 1     |
| 2003-jan. 2004        | Hambourg SV           | Bundesliga            | 10          | 0           | 5                     | 0                     | -                              | -                              | -                              | -                     | -                     | -        | -        | 15    | 0     |
| Sous-total            | Sous-total            | Sous-total            | 22          | 1           | 5                     | 0                     | -                              | -                              | -                              | -                     | -                     | -        | -        | 27    | 1     |
| jan. 2004-2004        | FC Copenhague         | SAS Ligaen            | 12          | 0           | 0                     | 0                     | -                              | -                              | -                              | -                     | -                     | -        | -        | 12    | 0     |
| 2004-2005             | FC Copenhague         | SAS Ligaen            | 2           | 0           | 0                     | 0                     | C1                             | 2                              | 0                              | -                     | -                     | -        | -        | 4     | 0     |
| 2005-2006             | FC Copenhague         | SAS Ligaen            | 6           | 1           | 0                     | 0                     | C3                             | 2                              | 0                              | -                     | -                     | 5        | 1        | 13    | 2     |
| 2006-2007             | FC Copenhague         | SAS Ligaen            | 30          | 0           | 0                     | 0                     | C1                             | 10                             | 0                              | -                     | -                     | 13       | 0        | 53    | 0     |
| Sous-total            | Sous-total            | Sous-total            | 50          | 1           | -                     | -                     | -                              | 14                             | 0                              | -                     | -                     | 18       | 1        | 82    | 2     |
| 2007-2008             | FC Nuremberg          | Bundesliga            | 7           | 0           | 1                     | 0                     | -                              | -                              | -                              | -                     | -                     | 2        | 0        | 10    | 0     |
| Sous-total            | Sous-total            | Sous-total            | 7           | 0           | 1                     | 0                     | -                              | -                              | -                              | -                     | -                     | 2        | 0        | 10    | 0     |
| 2008-2009             | Everton FC            | Premier League        | 5           | 0           | 1                     | 0                     | -                              | -                              | -                              | -                     | -                     | 6        | 0        | 12    | 0     |
| Sous-total            | Sous-total            | Sous-total            | 5           | 0           | 1                     | 0                     | -                              | -                              | -                              | -                     | -                     | 6        | 0        | 12    | 0     |
| 2009-2010             | Blackburn Rovers      | Premier League        | 13          | 0           | 2                     | 0                     | -                              | -                              | -                              | -                     | -                     | 12       | 0        | 27    | 0     |
| août 2010             | Blackburn Rovers      | Premier League        | 0           | 0           | 1                     | 0                     | -                              | -                              | -                              | -                     | -                     | 1        | 0        | 2     | 0     |
| Sous-total            | Sous-total            | Sous-total            | 13          | 0           | 3                     | 0                     | -                              | -                              | -                              | -                     | -                     | 13       | 0        | 29    | 0     |
| août 2010-2011        | West Ham FC           | Premier League        | 24          | 0           | 2                     | 0                     | -                              | -                              | -                              | -                     | -                     | 7        | 0        | 33    | 0     |
| Sous-total            | Sous-total            | Sous-total            | 24          | 0           | 2                     | 0                     | -                              | -                              | -                              | -                     | -                     | 7        | 0        | 33    | 0     |
| 2011-2012             | FC Copenhague         | SAS Ligaen            | 25          | 0           | 3                     | 0                     | -                              | -                              | -                              | -                     | -                     | 9        | 1        | 37    | 1     |
| 2012-2013             | FC Copenhague         | SAS Ligaen            | 30          | 0           | 1                     | 0                     | C1                             | 10                             | 0                              | -                     | -                     | 11       | 0        | 52    | 0     |
| 2013-2014             | FC Copenhague         | SAS Ligaen            | 26          | 1           | 3                     | 0                     | C1                             | 6                              | 0                              | -                     | -                     | 7        | 0        | 42    | 1     |
| Sous-total            | Sous-total            | Sous-total            | 81          | 1           | 7                     | 0                     | -                              | 16                             | 0                              | -                     | -                     | 27       | 1        | 131   | 2     |
| 2014-2015             | EA Guingamp           | Ligue 1               | 25          | 1           | 5                     | 0                     | C3                             | 6                              | 0                              | 1                     | 0                     | 6        | 0        | 43    | 1     |
| 2015-2016             | EA Guingamp           | Ligue 1               | 32          | 0           | 4                     | 0                     | -                              | -                              | -                              | -                     | -                     | 4        | 0        | 40    | 0     |
| Sous-total            | Sous-total            | Sous-total            | 57          | 1           | 9                     | 0                     | -                              | 6                              | 0                              | 1                     | 0                     | 10       | 0        | 83    | 1     |
| Total sur la carrière | Total sur la carrière | Total sur la carrière | 363         | 6           | 28                    | 0                     | -                              | 36                             | 0                              | 1                     | 0                     | 79       | 2        | 507   | 8     |

## Palmarès
- Champion du Danemark en 2006, 2007 et 2013 avec le FC Copenhague
- Vainqueur de la Coupe du Danemark en 2012 avec le FC Copenhague
- Vainqueur de la Royal League en 2005 et en 2006 avec le FC Copenhague
- Finaliste de la Royal League en 2007 avec le FC Copenhague